# 藤岡隆雄
藤岡 隆雄（ふじおか たかお、1977年〈昭和52年〉3月28日 - ）は、日本の政治家。立憲民主党所属の衆議院議員（2期）。

## 来歴
愛知県出身。大阪大学基礎工学部卒業、大阪大学大学院在学中に国家公務員I種（経済職）試験合格。2001年、金融庁入庁。2008年、金融庁総務企画局企業開示課課長補佐（金融商品取引法担当）。
2010年5月13日、日本創新党が同年7月の第22回参議院議員通常選挙東京都選挙区に藤岡を擁立すると発表。しかし、その後党首で杉並区長の山田宏が同選挙区から立候補する意向を示したため5月30日に公認を撤回された。
6月4日、山田の辞職に伴い参議院議員通常選挙と同日に行われる杉並区長選挙に無所属で立候補する意向を表明。この際藤岡は山田から「党勢が厳しく自分が参院選に出馬するので、君は代わりに杉並区長選に出馬してはどうか。君は若いんだから1人でやってみろ」などと言われたと述べ、区長選では山田区政からの転換を訴える意向を示した。区長選では藤岡はみんなの党の推薦を受けた一方、山田は別の新人候補を支援したが、7月11日の投開票の結果、両者とも田中良に敗れた。
その後はみんなの党代表の渡辺喜美の政策担当秘書を経て、2012年12月、第46回衆議院議員総選挙にみんなの党公認で栃木4区から立候補したが自由民主党公認の佐藤勉に敗れ落選。みんなの党時代の藤岡は渡辺の金融政策に賛同し、ソフトモヒカンの髪形をまねるほど心酔していたが、2014年11月に同党が解党を決めたことを受け、「渡辺氏には、今でも育ててもらった感謝の気持ちがある。しかし、自公の政権に対して、しっかり対峙していきたいので、民主党の厚意で立候補します」と述べ、11月21日付で柏倉祐司と共に離党し、民主党への入党手続きを行った。12月の第47回衆議院議員総選挙では民主党公認で栃木4区から立候補したが佐藤に敗れ落選。
2017年10月の第48回衆議院議員総選挙では民進党公認候補として出馬を予定していたが希望の党への合流に伴い同党の公認候補として栃木4区から立候補したが佐藤に敗れ落選。2018年6月に旧立憲民主党栃木4区支部長に就任した。
2021年10月、第49回衆議院議員総選挙に立憲民主党公認で栃木4区から立候補し、佐藤との一騎打ちでほぼ互角の争いになったが得票率48.9％、約3,800票差で敗れた。比例北関東ブロックで比例復活となり同区では4度目の挑戦にして初当選を果たした。
2024年10月、第50回衆議院議員総選挙において同区では5度目の挑戦にして初めて小選挙区での当選を果たした。

## 政策・主張

### 外交・安全保障
- 日本国憲法第9条の改正に2014年は賛成[14]、2021年は反対と回答[15]。
- 安全保障関連法案の成立について「どちらかと言えば評価する」と回答[16]。
- 中国・韓国とはより強い態度で臨むべき[15]。
- 内閣総理大臣の靖国神社参拝は問題ない[14]。
- 河野談話を見直すべき[14]。

### 経済
- 2012年は歳出削減より財政出動を優先すべきと回答[17]。2017年は「どちらとも言えない」と回答[16]。
- 消費税率の引き下げに賛成[15]。
- 2012年4月、日本郵政が保有する金融2社について、政府が関連株を間接保有して関与を続ける郵政民営化見直し法案を民主党・自民党・公明党が共同提出し、可決された[18]。藤岡は同法案について、「小泉内閣前の官制郵政を肥大化させる代物」だとして批判していた[19]。

### 社会
- 同性結婚の制度化に2017年は「どちらとも言えない」[16]、2021年は賛成と回答[15]。
- 選択的夫婦別姓制度の2017年は「どちらとも言えない」[16]、2021年は賛成と回答[15]。
- 国会議員のクオータ制の導入に賛成[15]。
- 外国人労働者の受け入れを進めるべき[16]。
- 道徳教育の教科化に賛成[14]。

## 支持団体
- JR総連から組織推薦候補として支援を受けている[20]。

## 議員連盟
- 子どもへのワクチン接種とワクチン後遺症を考える超党派議員連盟[21]

## 選挙歴
| 当落 | 選挙                   | 執行日         | 年齢 | 選挙区      | 政党       | 得票数     | 得票率 | 定数 | 得票順位 /候補者数 | 政党内比例順位 /政党当選者数 |
| ---- | ---------------------- | -------------- | ---- | ----------- | ---------- | ---------- | ------ | ---- | ------------------ | ---------------------------- |
| 落   | 2010年杉並区長選挙     | 2010年7月11日  | 33   | ――          | 無所属     | 1万9306票  | 8.27%  | 1    | 4/5                | /                            |
| 落   | 第46回衆議院議員総選挙 | 2012年12月16日 | 35   | 栃木県第4区 | みんなの党 | 4万9021票  | 22.83% | 1    | 2/5                | 6/2                          |
| 落   | 第47回衆議院議員総選挙 | 2014年12月14日 | 37   | 栃木県第4区 | 民主党     | 6万2251票  | 32.20% | 1    | 2/3                | 13/4                         |
| 落   | 第48回衆議院議員総選挙 | 2017年10月22日 | 40   | 栃木県第4区 | 希望の党   | 7万6294票  | 37.36% | 1    | 2/3                | 9/4                          |
| 比当 | 第49回衆議院議員総選挙 | 2021年10月31日 | 44   | 栃木県第4区 | 立憲民主党 | 10万7043票 | 48.90% | 1    | 2/2                | 1/5                          |
| 当   | 第50回衆議院議員総選挙 | 2024年10月27日 | 47   | 栃木県第4区 | 立憲民主党 | 9万6573票  | 53.41% | 1    | 1/3                | /                            |